# Diász
A diász vagy diád a görög δυάς (ejtsd: diász, jelentése: "kettősség, másféleség"), szóból eredeztethető, mely a monász mellett az egyik első princípium.

## Meghatározás
A fogalmat már a püthagoreusok használták, mint a kettes szám mögötti alapelvet, mely a "kettősség", illetve a "különbözőség" képviselője. Diogenes Laërtius szerint a monászból fejlődött ki a diász, melyből aztán a számok, a pontok, majd a vonalak, illetve a kétdimenziós, a háromdimenziós valóságok, a testek és végül kicsúcsosodik a négy alapelemben: tűzben, vízben. levegőben és földben, melyek a világunkat építik föl. Ennek analógiája megtalálható Lao-ce Tao-tö-king című művében is.
Apameai Numeniosz újpüthagoreus filozófus a Kr. utáni II. század második felében azt állította, hogy Püthagorasz a monász nevet Istennek adta, míg a diászot az anyagnak. Arisztotelész szerint a diász Platón két legmagasabb rendű alapelvének egyike. Rendszerében ezek mind az ideák, mind az érzékelhető dolgok eredője e két princípium. Platón ugyan nem említi a diászt dialógusaiban, de akár használhatta is a kifejezést, például "A Jóról" címmel tartott előadásában. A fogalom használatos neoplatonikus eszmefuttatásokban, illetve Arisztotelész kommentátorainál, így például Aphrodisziaszi Alexandrosznál.
A neoplatonista filozófusok és idealisták, mint például Plótinosz (Kr.u. 203-269) a diászt Második Oknak, vagy Démiurgosznak tekintették, mely egyben az Isteni Elme (Nous) volt és amely visszatükröződő természete (végesség) miatt az anyag "megjelenését", illetve érzékelhetővé válását idézte elő.

## Fordítás
- Ez a szócikk részben vagy egészben  a   Dyad (philosophy) című angol Wikipédia-szócikk fordításán alapul.  Az eredeti cikk szerkesztőit annak laptörténete sorolja fel. Ez a jelzés csupán a megfogalmazás eredetét és a szerzői jogokat jelzi, nem szolgál a cikkben szereplő információk forrásmegjelöléseként.
- Ez a szócikk részben vagy egészben  a   Monad című angol Wikipédia-szócikk fordításán alapul.  Az eredeti cikk szerkesztőit annak laptörténete sorolja fel. Ez a jelzés csupán a megfogalmazás eredetét és a szerzői jogokat jelzi, nem szolgál a cikkben szereplő információk forrásmegjelöléseként.